# 賈逵 (魏)
賈 逵（か き、174年 - 228年）は、中国後漢末期から三国時代の政治家・武将。魏に仕えた。もとの名は衢。字は梁道。司隷河東郡襄陵県（現在の山西省臨汾市襄汾県）の人。祖父は賈習。父の名は不詳。妻は柳孚の妹。子は賈充・賈混。孫娘（賈充の娘）は賈荃（司馬攸の妃）・賈濬・賈南風（西晋の恵帝の皇后）・賈午（韓寿の妻）。

## 生涯

### 魏建国前
賈逵の一族は名家であったが、10代前半に両親が死没したため、貧しい暮らしを余儀なくされたという。しかし賈逵はそのような中で兵法などの勉学に励み、祖父からも「大人になれば将軍に出世する」と評価されたという。
郡の役人となり、絳の邑長となった。河東郡において袁尚軍の郭援が乱を起こすと、周囲の県が次々と降伏する中、賈逵のみが城を堅守した。しかし郭援が匈奴の援軍を呼び、賈逵を激しく攻め立てたため、落城は免れない状況となった。絳の長老達は郭援に賈逵の助命を嘆願した。賈逵の名声が高いことを知った郭援が賈逵を部下にしようとしたが、賈逵は郭援を逆賊と罵った。激怒した郭援は賈逵を殺害しようとしたが、絳の長老達の猛抗議に遭い、また配下からも窘められたため、すぐに賈逵を殺害することを躊躇した（『魏略』によると、祝奥（字は公道）という人物に牢から助け出されたという）。賈逵は郡に使者を送り、要害である皮氏の地の占拠を勧めると共に、郭援の参謀であった祝奥を騙し、郭援軍の進攻を遅延させた。河東郡はまもなく、郭援の反乱を鎮圧することに成功した。
賈逵の働きが孫資によって世間に伝えられ（注に引く『孫資別伝』）たため、賈逵は茂才となり、澠池県令となった。高幹が反乱を起こすと、張琰という人物がこれに呼応しようとした。賈逵は一計を用いて張琰の兵力を騙し取り、澠池の反乱者を一掃し、城壁を修理して張琰を破った。その後、祖父の喪により官を去った。
朝廷の実権を握る曹操の招きを受け、司空掾（属官）となった。さらに議郎となり司隷の軍事を担った。馬超征伐のとき、賈逵は曹操から弘農太守の代理に任命され、曹操と対面した。曹操は賈逵を気に入り「太守が皆賈逵のようであれば、心配ごとなどある筈があろうか」とまで言った。後に賈逵は、屯田都尉と職務を巡っていざこざを起こし免職となったが、曹操の寵が衰えることはなく、丞相主簿に採り立てられている（楊修伝に引用された『魏略』によると、王淩・楊修と同僚であったという。あるとき曹操の不興を買って、三人は一時免職となりかけたことがあったという（『魏略』）。
劉備征伐にも随行した。軍務において優秀さを発揮したため諫議大夫へ昇進し、夏侯尚と共に軍事面での計略を掌った。曹操が洛陽で死去するとその葬儀責任者を務め、長安から駆け付けて印璽のありかを尋ねた曹彰を厳しく退けて、棺を太子の曹丕がいる鄴に奉じた。『魏略』によると、曹操の喪を伏せようとする意見を退け、死を発表するよう主張してそれを実行したり、また葬儀の後、禁令に反して青州兵が勝手に帰国したことを咎める意見が出たが、彼等を討伐せず、逆に恩寵を施すべきと主張した、ともある。

### 建国後
曹丕が魏王になると、賈逵は鄴県県令となり、やがて魏郡太守に昇進した。曹丕が遠征した際は、丞相主簿祭酒に任命され随行した。また厳しく軍律を履行し、沛国譙県についたときには豫州刺史を任された。賈逵は、豫州の治政が緩んでいたのを見て官吏の綱紀粛正に努め、他の州治の手本となるほどの治績を挙げた。この功で関内侯に封じられた。
豫州は呉と国境を接していたため、軍備の整備と充実に励んだ。中でも特筆すべきが、二百里にも及ぶ大運河を築き上げたことであり、この大運河は『賈侯渠』と呼ばれた。呉との軍役にも何度か参加し、呂範を破るなど功績を挙げ、建威将軍・陽里亭侯となった。また、呉軍の東西に伸びた防備ラインを打ち破るため、長江までの直通の通路を整備することを主張した。曹丕（文帝）はこれを賞したという。
隣の揚州都督の曹休とは仲が悪く、曹丕が賈逵に節を与えようとした時、曹休は賈逵の性格に問題があると言いそれを撤回させている。
228年に呉へ侵攻（石亭の戦い）したとき、呉領深く進攻した曹休が窮地に陥った。賈逵はその援軍として赴き、呉軍に大敗した曹休の窮地を救った。しかし『魏略』において、曹休が賈逵に敗戦の責任を転嫁するような上奏をしたため、賈逵はやむを得ず弁明の上奏をしたという。また『魏書』においては、曹休は救援が遅かったと言って賈逵をなじり、罪に陥れようとした。しかし賈逵は黙ったままだったとある。
その後、病気に罹って危篤に陥り、「国の厚恩を受けながら、孫権を斬れずして先帝にお会いする事になるとは無念だ。私の葬儀のために何かを新しく作ったり修繕したりせぬ様にな」と言い残して急死した。享年55。粛侯と諡された。爵位を継いだ子の賈充は、西晋時代に司馬炎の重臣として活躍した。

## 三国志演義における賈逵
小説『三国志演義』では、呉の周魴の髪を切った偽りの投降を魏軍で唯一見抜き進言するも、曹休の怒りを買い後軍を任されている。しかし曹休が呉軍に大敗すると読んでいた彼はいち早く救援に向かって曹休の窮地を救い、曹休から感謝されている。

## 逸話
賈逵が豫州で亡くなった時、役人と住民が賈逵を尊び、廟を建てた。その廟の前に柏の樹があった。ある人がその樹を用いるため、密かに伐採しようとした。斧で切り始めたが、切り口がたちどころに再生していった。人々はこの怪異を大変驚いた。